# Gila Crossing, Arizona
Gila Crossing je naseljeno područje za statističke svrhe u američkoj saveznoj državi Arizona. Prema popisu stanovništva iz 2010. u njemu je živjelo 621 stanovnika.